# Technique vocale
 (décembre 2009).
La technique vocale regroupe un ensemble de connaissances (anatomiques notamment) et de pratiques ayant pour but de développer et préserver la voix d'un chanteur ou d'un professionnel de la voix parlée. Elle use de la sensibilité des vibrations vocales du ou des chanteurs.

## Usages
La technique vocale est surtout enseignée aux chanteurs lyriques afin de répondre aux exigences que requiert un tel art. Elle est enseignée aussi à toutes les personnes en difficulté de voix parlée, notamment par les orthophonistes qui se sont spécialisés dans le traitement des problèmes de voix. Elle est enfin dispensée par des professeurs de chant et des formateurs dans le cadre de la formation professionnelle continue.
Elle se base notamment sur un travail sur le souffle — inspiration et expiration liées à l'ouverture de la cage thoracique — et le soutien du diaphragme, développées grâce à divers exercices physiques — apprentissage de la respiration, de la posture corporelle adéquates — et vocaux — vocalises surtout. Elle traite ensuite du placement du timbre de voix permettant une audibilité sans effort, une endurance sans effort, une intensité sans effort.
Dans le domaine théâtral, la voix se travaille par la respiration, la résonance, l'articulation intérieure et extérieure. Ces trois directions sont liées. Pour une voix épanouie, il faut également lutter contre les inhibitions émotionnelles. L'observation des enfants montre combien vie émotionnelle et vie vocale sont liées. L'adulte doit travailler sa spontanéité vocale. Ainsi, la résonance se travaille à partir des muscles ; certains sont accessibles par la volonté, d'autres ne peuvent être sollicités que par l'imagination ou par la relaxation. C'est ainsi que l'on emploie un langage métaphorique (« Le son se place au bout du nez »), que l'acteuri doit comprendre avec confiance.
Contrairement à ce qui est enseigné depuis des dizaines d'années, le diaphragme ne peut soutenir la pression d'air, donc le son. Il ne fonctionne que dans un seul sens : la mise en dépression des poumons. Ce sont donc les muscles opposés, obliques, transverses et côtes croisées qui permettent de parler ou chanter.
Le but de la technique vocale est d'agir sur divers éléments afin de faciliter l'émission vocale : position de la langue, du larynx, ouverture de la mâchoire, des côtes, stature, etc.
Une bonne technique vocale permet au chanteur, entre autres, d'étendre sa tessiture, d'enrichir son timbre vocal, de faciliter le passage de la voix de tête à la voix de poitrine, d'émettre un vibrato naturel, d'avoir une voix plus puissante et, par conséquent, de se fatiguer moins rapidement vocalement. Elle permet au professionnel de la voix parlée d'user tous les jours de sa voix comme outil de communication sans fatigue.
Elle doit permettre au chanteur d'avoir la pleine maîtrise de son instrument et de se concentrer sur le plus important : l'émotion et la musicalité, trop souvent étouffées par trop de technicité...mais c'est souvent le meilleur moteur pour exprimer ses émotions. Imaginons un boxeur sans technique...
En France, il n'existe pas de diplôme de technique vocale. Bien des formateurs la dispensent. S'agissant de l'enseignement du chant en conservatoire, deux diplômes reconnus par l'État permettent d'enseigner la technique vocale : le CA (certificat d'aptitude) et le DE (diplôme d'État).